# Bahnhof Keila

Der Bahnhof Keila ist ein Bahnhof in der estnischen Stadt Keila (Kreis Harju).
Der Bahnhof liegt an den Bahnstrecken Tallinn–Keila, Keila–Paldiski und Keila–Haapsalu, die derzeit nur bis Turba in Betrieb ist.
Der Bahnhof wird von Eesti Raudtee betrieben. Er verfügt über zwei Bahnsteige: einen 162 m langen Außen- und einen 150 m langen Mittelbahnsteig.

## Geschichte
Der Bahnhof existiert, seit 1870 der Hafen Baltischport (heute: Paldiski) über Reval (Tallinn) an die Eisenbahn nach Sankt Petersburg angeschlossen wurde. Anfang des 20. Jahrhunderts folgte die Bahn ins Seebad Haapsalu. Seit 1958 fahren auch elektrische Züge nach Keila.
In den Jahren 2019 und 2020 wurde der Bahnhof Keila erneuert.

## Personenverkehr
Die Züge der Bahngesellschaft Elron verkehren tagsüber mindestens alle 20 Minuten zwischen Keila und Tallinn. Ein Teil der Züge fährt weiter Richtung Paldiski oder Richtung Turba.